# Kilian Scharner
Kilian Scharner (* 6. Jänner 2003 in Scheibbs) ist ein österreichischer Fußballtorwart.

## Karriere

### Verein
Scharner begann seine Karriere bei der SVg Purgstall. Im Jänner 2017 wechselte er in die AKA St. Pölten, in der er fortan sämtliche Altersstufen durchlief. Zur Saison 2020/21 wechselte er nach Deutschland in die U-19 des VfB Stuttgart. Im Oktober 2021 stand er erstmals im Kader der Reserve der Stuttgarter. Zur Saison 2022/23 wurde er dann fester Bestandteil des Teams. Bei Stuttgart II konnte er sich aber nicht durchsetzen, insgesamt stand er nur zweimal in der Regionalliga auf dem Feld.
Im Juli 2023 kehrte Scharner wieder nach Österreich zurück und schloss sich dem Zweitligisten SKU Amstetten an. Sein Debüt in der 2. Liga gab er im Oktober 2023, als er am neunten Spieltag der Saison 2023/24 gegen den SK Sturm Graz II in der 39. Minute für Marco Siverio eingewechselt wurde. Zuvor war Stammtorwart Elias Scherf mit einer Roten Karte vom Platz gestellt worden. Insgesamt kam er zu zwei Zweitligaeinsätzen. Nach der Saison 2023/24 verließ er die Amstettner wieder.
Im Anschluss wechselte er zur Saison 2024/25 zum Regionalligisten FC Marchfeld Donauauen.

### Nationalmannschaft
Scharner spielte im November 2018 erstmals für eine österreichische Jugendnationalauswahl. Im September 2019 debütierte er gegen Rumänien im U-17-Team. Im Juni 2021 absolvierte er gegen Italien sein einziges Spiel für die U-18-Auswahl.

## Persönliches
Sein Onkel Paul Scharner sowie sein Cousin Benedict Scharner sind ebenfalls Fußballspieler.